# Кобылянская, Ольга Юлиановна
О́льга Юлиа́новна Кобыля́нская (укр. О́льга Юліа́нівна Кобиля́нська; 27 ноября 1863, Гура-Хуморулуй, Герцогство Буковина, Австро-Венгрия[…] — 21 марта 1942[…], Черновцы, жудец Черновцы, Румыния[…]) — украинская писательница, публицистка, переводчица. Член Союза писателей СССР.

## Биография
Ольга Кобылянская родилась в многодетной семье секретаря уездного суда. Отец, Юлиан Кобылянский, родился в Галичине. Мать, Мария Вернер, происходила из немецкой семьи. Её родственником был известный немецкий поэт-романтик Захария Вернер. Будучи немкой, из любви к своему мужу Мария Вернер выучила украинский язык, приняла греко-католическую веру и воспитывала всех детей в уважении и любви к украинству.
Так как в городке не было никакой школы, отец Ольги, заботясь о будущем своих детей, добился в 1869 году своего перевода в Сучаву. Там семья прожила три года. Братья Ольги в Сучаве начали посещать немецкую гимназию. В Сучаве Ольга знакомится с местным священником и писателем Николаем Устияновичем. Между семьями в целом, так и между дочерьми — Ольгой Кобылянской и Ольгой Устиянович — зарождаются дружеские отношения, которые сохранились до конца жизни писательницы.
К 1875 году семья переехала в город Кимполунг (Кымполунге). Там Ольга окончила четыре класса начальной школы. Все обучение проходило на немецком языке. В четырнадцатилетнем возрасте Ольга начала писать стихи, а также писать дневник на немецком языке.
В восемнадцатилетнем возрасте Ольга познакомилась с художницей Августой Кохановской (одной из основательниц женского движениях в Галичине, ставшей первым иллюстратором произведений Ольги), врачом Софией Окуневской (первой женщиной-врачом в Австро-Венгрии), писательницей Натальей Кобринской. Более того, Ольга была влюблена в брата Натальи Евгения. Общение с ними способствовало формированию мировоззрения Ольги. Подруги посоветовали писательнице писать на украинском языке.
В 1886 году вышел в свет рассказ Ольги Кобылянской «Она вышла замуж» (на немецком языке). Позднее он стал основой повести под названием «Человек».
С 1891 года Ольга Кобылянская жила в Черновцах.
В 1903 году Ольга оказалась парализованной из-за осложнений, вызванных простудой, и писала свои произведения, не вставая с больничной койки.
В 1940 году Кобылянская приветствовала присоединение северной Буковины к Советской Украине, была принята в Союз писателей СССР.
Во время Великой Отечественной войны тяжелобольная Ольга Кобылянская не могла выехать из Черновцов. Согласно советским источникам, румынские власти в Черновцах собирались предать её военно-полевому суду. Смерть 21 марта 1942 года избавила её от расправы.

## Творчество

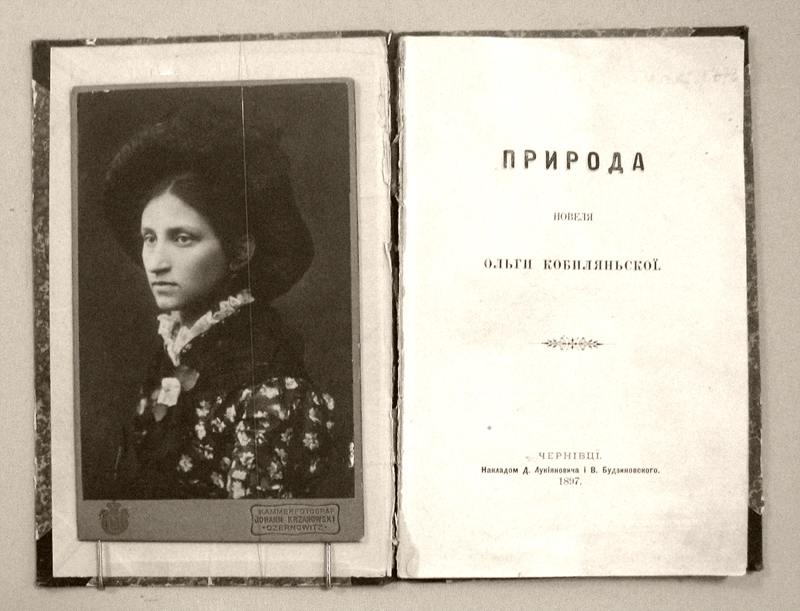
Повесть Ольги Кобылянской «Природа», Черновцы, 1897 год

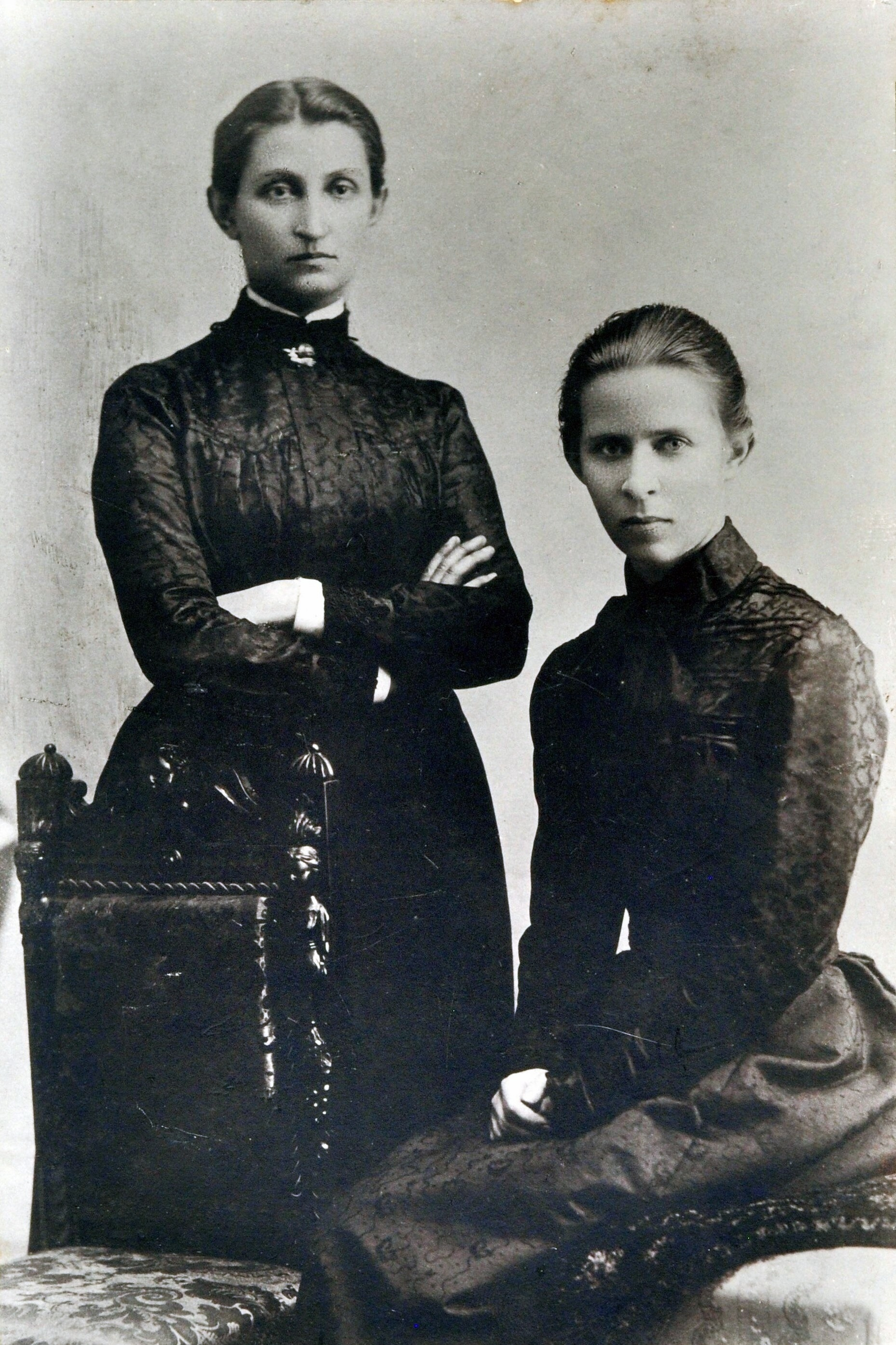
Ольга Кобылянская (слева) и Леся Украинка (1901 год)

Повесть «Человек», вышедшая в 1892 году, знаменует формирование Ольги Кобылянской как украинской писательницы.
Выступив в середине 1890-х годов как украинская писательница с рассказами и повестями из жизни интеллигенции, Кобылянская на протяжении почти полувека создала десятки рассказов, очерков, новелл, повестей, критических и публицистических статей, переводов, оставила значительную по объёму переписку. Большая часть произведений Кобылянской написана на немецком языке.
Она участвует в феминистическом движении, став в 1894 году одним из инициаторов создания «Товариства рускихъ женщинъ». Кобылянская обосновала цель этого движения в своей брошюре «Немного об идее женского движения». Писательница подняла вопрос о тяжёлом положении женщины «среднего слоя», активно выступила за равенство полов, за своё право на достойную жизнь, что нашло отражение в повести «Царевна» (1895). Продолжая проблематику «Человека», повесть «Царевна» свидетельствовала о расширении мировоззрения писательницы, углубления её реалистической манеры, средств психологического анализа. Повесть имеет сложную творческую историю. Писалась она и дорабатывалась длительное время (1888—1893), первоначальный текст её был немецкий, позднее — украинский. Напечатана повесть была в газете «Буковина» (1895) и в том же году вышла в Черновцах отдельным изданием.
После этого Кобылянская напечатала до 20 повестей и рассказов, лучшие из которых: «Природа» (1895), «Битва» (1896), «Некультурная» (1897), «Valse melancolique» (1898) и «Земля» (1901).
Морально-этические проблемы жизни интеллигенции Кобылянская подняла в таких новеллах, как «Аристократка» (1896), «Impromptu phantasie». Она продолжает разрабатывать их в последующих произведениях и создает три целостных образа женщин-интеллигенток в рассказе «Valse melancolique» (1898). Впоследствии она возвращается к этой теме в повестях «Ниоба» (1905), «Через кладку», «За ситуациями» (1913).
Тема интеллигенции проходит через всё творчество Кобылянской — от её ранних рассказов и повестей к «Апостолу черни».
Изображение жизни села, его социально-психологических и морально-этических проблем стало второй ведущей линией творчества Кобылянской. В новелле «Нищая» (1895) писательница впервые показывает человека из народа, оказавшегося без средств к существованию, живущего с милостыни.
В начале 1890-х годов писательница стремится расширить сферу своих художественных поисков, обращается к абстрактно-символическим темам и образам («Аккорды», «Крест», «Луна» и др.), пишет ряд стихотворений в прозе, среди которых есть мастерские художественные миниатюры. Кобылянская печатается в модернистских журналах «Мир», «Украинский дом».
В середине 1890-х годов писательница углубляет знания жизни крестьянства, чему способствуют её тесные контакты с жителями буковинских сел, в частности Дымки, что впоследствии войдёт в её творчество страшной трагедией-братоубийством («Земля»). Глубоко правдивые картины из жизни села Кобылянская дала в новеллах «Банк рустикальный», «На полях», «У св. Ивана», «Время».
Реалистичные и романтические тенденции творчества Кобылянской своеобразно сочетаются в одном из её лучших произведений — повести «В воскресенье рано зелье копала», в основе которой — мотив романтической песни-баллады «Ой не ходи, Григорий, и на вечерницы», неоднократно прорабатываемой украинскими писателями. Повесть переведена на многие языки, инсценированной, с успехом идёт на сценах театров Украины.
Творчество Кобылянской в 1920—1930-х годах, в период, когда Северная Буковина оказалась под властью Румынии, проходила в особенно сложных и тяжёлых условиях. Украинский язык и культура в этом крае жестоко преследовались, но и в таких условиях Кобылянская налаживает контакты с украинской литературной молодёжью прогрессивного журнала «Луч» (1921—1923), с львовским месячником «Новые пути», с харьковским издательством «Движение», где в течение 1927—1929 годов вышли её «Сочинения» в девяти томах.
В произведениях Кобылянской периода Первой мировой войны и межвоенного периода Северной Буковины появились некоторые новые мотивы. В рассказы писательницы вошла тема войны («Иуда», «Письмо осуждённого солдата к своей жене», «Навстречу судьбе» (1917), «Сошёл с ума» (1923) и др.).
В некоторых рассказах и новеллах послевоенного периода Кобылянская обратилась к отображению тех морально-этических проблем, которые стали предметом художественного анализа в её произведениях, написанных ещё в конце XIX — начале XX века. Так, мотивы «Земли» находят своеобразное продолжение и определённое углубление в социально-бытовом рассказе «Волчица».
Творчество Кобылянской в 1920—1930-е годы подпадает под определённое влияние символизма («Снится», «Пресвятая богородица, помилуй нас»).
Обстоятельствами жизни и творчеством Кобылянская глубоко вросла в буковинскую почву. Вместе с тем она никогда не замыкалась в узких этнографических рамках и охватывала зрением всю Украину. Активная участница общеукраинского литературного процесса, Кобылянская постоянно общалась с культурами других народов, в частности тех, которые жили в Австро-Венгерской империи.
Благодаря новаторству, созвучности прогрессивным тенденциям мировой литературы проза Кобылянской вызывала и вызывает значительный интерес не только на Украине, но и за её пределами. Лучшие произведения писательницы вышли в переводах на многие языки.

## Цитаты
Якось проживемо, тільки б більшовики не прийшли.
Ольга Кобылянская в межвоенной Буковине, под румынской оккупацией, ждал советских войск.

## Экранизации
- 1954 — «Земля» — фильм по одноимённой повести.
- 1967 — «Волчица» — фильм-спектакль по одноимённому рассказу.
- 1990 — «Меланхолический вальс» — телефильм по одноимённому рассказу.
- 1993 — «Царевна» — сериал по мотивам одноимённой повести.

## Память

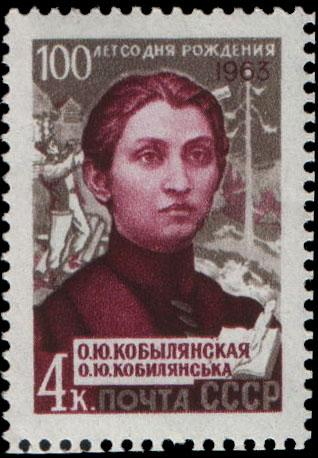
Почтовая марка СССР, посвящённая Кобылянской

- В 1944 году в Черновцах был открыт литературно-мемориальный музей Кобылянской.
- В 1963 году была выпущена почтовая марка СССР, посвящённая Кобылянской.
- В 2013 году на Украине была выпущена почтовая марка, посвящённая Ольге Кобылянской[7].
- Именем Кобылянской названы улицы в ряде городов Украины, в том числе одна из центральных улиц Черновцов.
- Имя было присвоено Черновицкому областному украинскому музыкально-драматическому театру.